# Élections législatives suédoises de 1936

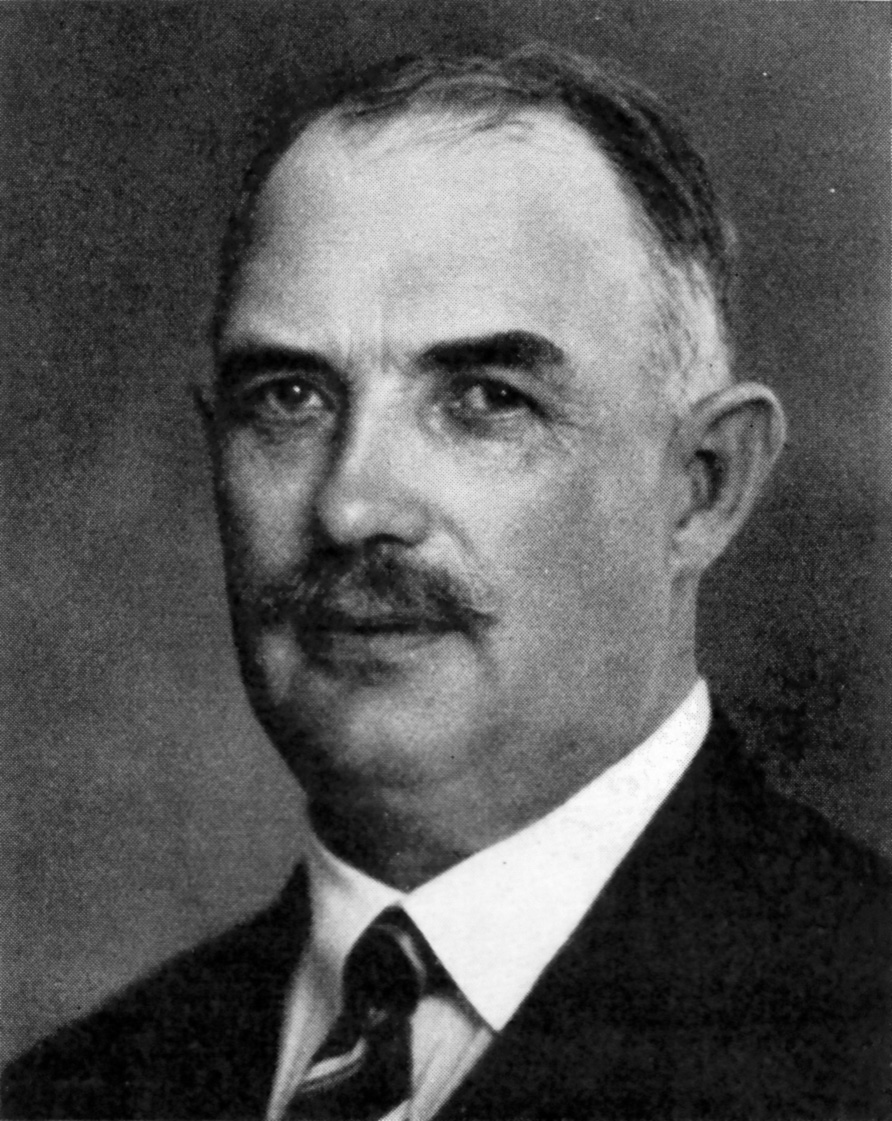
Alex Pehrsson-Bramstorp, leader de la Ligue des fermiers qui finira avec 36 sièges et est donc le troisième parti de Suède

Les élections législatives suédoises de 1936 se sont déroulées le 20 septembre 1936. Le Parti social-démocrate gagne les élections et reste au pouvoir.

## Résultats
| Parti      | Parti                                                           | Leader                  | Votes              | Votes  | Votes | Sièges | Sièges |
| Parti      | Parti                                                           | Leader                  | #                  | %      | +/− % | #      | +/−    |
| ---------- | --------------------------------------------------------------- | ----------------------- | ------------------ | ------ | ----- | ------ | ------ |
|            | Parti social-démocrate                                          | Per Albin Hansson       | 1 338 120          | 45,79  | +4,07 | 112    | +8     |
|            | Ligue électorale générale                                       | Gösta Bagge             | 512 781            | 17,55  | −5,54 | 44     | −9     |
|            | Ligue des fermiers                                              | Axel Pehrsson-Bramstorp | 418 840            | 14,33  | +0,25 | 36     | +/-0   |
|            | Parti du peuple                                                 | Gustaf Andersson        | 376 161            | 12,87  | +1,02 | 27     | +2     |
|            | Parti socialiste (sv)                                           | Nils Flyg               | 127 832            | 4,37   | −0,95 | 6      | −2     |
|            | Parti communiste de Suède                                       | Sven Linderot           | 96 519             | 3,30   | +0,32 | 5      | +3     |
|            | Ligue nationale de Suède                                        | Elmo Lindholm           | 26 750             | 1,06   | —     | 0      | −3     |
|            | Parti national-socialiste des travailleurs                      | Sven Olov Lindholm      | 17 483             | 0,61   | —     | —      | —      |
|            | Parti national-socialiste suédois-Bloc national-socialiste (sv) | Birger Furugård         | 3 025              | 0,10   | −0,51 | —      | —      |
| Totaux     | Totaux                                                          | Totaux                  | 2 917 511          | 100,00 |       | 230    |        |
| Abstention | Abstention                                                      | Abstention              | ?                  |        |       |        |        |
| Exprimés   | Exprimés                                                        | Exprimés                | 2 925 255 (74,5 %) |        |       |        |        |